# Могила М. М. Коцюбинського
Могила М. М. Коцюбинського — пам'ятка історії національного значення в Чернігові.

## Історія
Постановою Кабінету міністрів України від 03.09.2009 № 928 пам'ятнику було надано статус пам'ятник історії національного значення з охоронним номером - № 250006-Н під назвою Могила письменника і громадського діяча М. М. Коцюбинського.
Пам'ятник історії має власну «територію пам'ятки», розташований у «комплексній охоронній зоні пам'яток історичного центру міста», згідно правил забудови і використання території. Інформаційна дошка не встановлена.